# Astragalus nitens
Astragalus nitens är en ärtväxtart som beskrevs av Pierre Edmond Boissier och Theodor Heinrich von Heldreich. Astragalus nitens ingår i släktet vedlar, och familjen ärtväxter. Inga underarter finns listade i Catalogue of Life.